# Älgtjärnen (Säters socken, Dalarna)
Älgtjärnen är en sjö i Säters kommun i Dalarna och ingår i Dalälvens huvudavrinningsområde.